# Edith Bosch
Edith Bosch (Den Helder, 31 mei 1980) is een voormalige Nederlandse judoka. Ze werd wereldkampioene, Europees kampioene en meervoudig Nederlands kampioene in de klasse tot 70 kg. Ze nam viermaal deel aan de Olympische Spelen en won hierbij in totaal drie medailles (1 x zilver en 2 x brons). Zij trainde bij Budokan Rotterdam. Edith is tijdens de Olympische Spelen in Rio weer bekend geworden als stagiair tijdens NOS Studio Olympic Park.

## Biografie
Bosch groeide op in Den Helder en wilde als kind ballerina worden. Op haar zevende begon ze met judo. In 1996 won ze haar eerste internationale titel door bij de Europese kampioenschappen voor junioren goud te winnen in de klasse tot 66 kg.
Haar olympisch debuut maakte ze op 20-jarige leeftijd bij de Olympische Spelen van 2000 in Sydney. Hierbij eindigde ze op een gedeelde zevende plaats. Tijdens de Olympische Spelen van 2004 in Athene wist Bosch de zilveren medaille te winnen in de gewichtscategorie tot 70 kg. Tevens werd ze dat jaar voor de eerste keer Europees kampioene bij de senioren. Een jaar later werd zij in Caïro wereldkampioene in de klasse tot 70 kg en prolongeerde ze haar Europese titel. In 2003 had Bosch bij het WK al een bronzen medaille gewonnen.
In 2005 werd zij, mede dankzij bovenstaande prestaties, door de Europese Judo Unie uitgeroepen tot Europees Judoka van het jaar. Diezelfde bond riep haar coach Chris de Korte uit tot Europa's beste vrouwencoach van 2005.
In datzelfde jaar was Edith Bosch een van de drie genomineerden voor de titel Sportvrouw van 2005, maar in de strijd om de 'Jaap Eden', een bronzen beeldje van de legendarische sportman, moest Bosch het afleggen tegen zwemster Edith van Dijk (wereldkampioen lange afstand in 2005).
Op de Olympische Zomerspelen van 2008 in Peking werd zij derde. In de kleine finale versloeg ze de Spaanse Leire Iglesias en besliste de wedstrijd met ippon.
In 2012 werd Bosch voor de vierde maal Europees kampioene bij de senioren en won later dat jaar een bronzen medaille op de Olympische Zomerspelen 2012 in Londen, net als de Colombiaanse Yuri Alvear.
Bosch behaalde aan de Randstad Topsport Academie een heao-diploma commerciële economie. Later maakte Bosch bekend dat haar landenwedstrijd tijdens het EK in april 2013 haar laatste toernooi ging worden. Hier won ze de Europese titel en sloot hiermee haar carrière af.
In 2013 deed Bosch mee aan het veertiende seizoen van het RTL 5-programma Expeditie Robinson. Zij behaalde de finale, won deze en werd de Robinson van 2013. In het voorjaar van 2022 was Bosch na negen jaar te zien in het speciale seizoen Expeditie Robinson: All Stars waarin oud (halve)finalisten de strijd met elkaar gaan om de ultieme Robinson te worden. Zij viel ditmaal als elfde af en eindigde daarmee op de zesde plaats.

## Film en televisie
| Jaar | Titel                         | Wat                | Rol                       |
| ---- | ----------------------------- | ------------------ | ------------------------- |
| 2013 | Sabotage                      | Televisieprogramma | Deelnemer/Saboteur        |
| 2013 | Expeditie Robinson            | Televisieprogramma | Deelnemer & Winnares 2013 |
| 2014 | Alles mag op vrijdag          | Televisieprogramma | Deelnemer                 |
| 2016 | Het zijn net mensen           | Televisieprogramma | Deelnemer                 |
| 2016 | NOS Studio Olympic Park       | Televisieprogramma | Sidekick/stagiair         |
| 2022 | Expeditie Robinson: All Stars | Televisieprogramma | Deelnemer                 |
| 2024 | Special Forces VIPS           | Televisieprogramma | Deelnemer                 |

## Titels
- Wereldkampioene judo klasse tot 70 kg - 2005
- Europees kampioene judo klasse tot 70 kg - 2004, 2005, 2011, 2012
- Nederlands kampioene judo klasse tot 70 kg - 2000, 2001, 2002, 2003, 2004, 2005
- Nederlands kampioene judo klasse tot 66 kg - 1997
- Wereldjeugdkampioene U20 judo klasse tot 70 kg - 1998
- Wereldjeugdkampioene U19/21 judo klasse tot 66 kg - 1996
- Europees jeugdkampioene judo U20 klasse tot 70 kg - 1998, 1999
- Europees jeugdkampioene judo U20 klasse tot 66 kg - 1996, 1997

## Palmares

### Olympische Spelen
- 2000: 7e Sydney
- 2004:  Athene
- 2008:  Peking
- 2012:  Londen

### WK
- 1997: 7e Parijs
- 2003:  Osaka
- 2005:  Cairo
- 2007: 5e Rio de Janeiro
- 2010: 5e Tokio
- 2011:  Parijs

### EK
- 2000: 7e Wroclaw
- 2002:  Maribor
- 2004:  Boekarest
- 2005:  Rotterdam
- 2006: 5e Tampere
- 2007:  Belgrado
- 2009:  Tbilisi
- 2011:  Istanboel
- 2012:  Chelyabinsk

### EK teams
- 2000:  Aalst
- 2002:  Maribor
- 2013:  Boedapest

### NK
- 1996:  's-Hertogenbosch
- 1997:  's-Hertogenbosch
- 1998:  's-Hertogenbosch
- 1999:  's-Hertogenbosch
- 2000:  's-Hertogenbosch
- 2001:  's-Hertogenbosch
- 2002:  Amsterdam
- 2003:  Amsterdam
- 2004:  Rotterdam
- 2005:  Rotterdam

### NK teams
- 2002:  NK teams 's-Hertogenbosch
- 2002:  NK mixed teams Groningen
- 2006:  NK teams Amsterdam

- Nederlandse Thesaurus van Auteursnamen: 401432521
- Virtual International Authority File: 4283147270556135700002
- WorldCat: E39PBJwxPJWkBwQ6Qr866Bhyh3